# سان-أندريه-لو-بوشو
سان-أندريه-لو-بوشو (بالفرنسية: Saint-André-le-Bouchoux)‏ هي بلدية فرنسية تقع في إقليم الآن. رمز إنسي لها هو:1335. أما الرمز البريدي لها فهو: 1240.